# 王富卿
王富卿（1947年7月—）河南西峡人，中华人民共和国官员。

## 生平
中国共产党党员。曾任中共中央台湾工作办公室、国务院台湾事务办公室秘书局局长、主任助理。2000年5月任中共中央台湾工作办公室、国务院台湾事务办公室副主任。2008年6月任海峡两岸关系协会副会长。
2008年，当选第十一届全国政协委员，代表中国共产党，分入第二组，并担任提案委员会专委。